# 第十世夏玛巴·却朱嘉措
却朱嘉措（藏語：ཆོས་གྲུབ་རྒྱ་མཚོ་，威利转写：chos grub rgya mtsho；1742年—1791年），西藏扎西孜人，藏传佛教噶玛噶举派（“白教”）第十世夏玛巴（“红帽喇嘛”）（清代稱為“沙瑪爾巴”）。曾唆使廓爾喀入侵後藏，畏罪自杀後被乾隆帝禁止转世。

## 生平
却朱嘉措的同母异父弟巴丹益西为第六世班禪額爾德尼。乾隆四十五年（1780年），六世班禅进京祝賀皇帝七十寿辰，因病在承德去世。皇帝賜予班禪的大量金银，被六世班禅的另一位兄弟扎什伦布寺总管仲巴呼图克图（也是却朱嘉措的兄弟）占为己有。为此却朱嘉措前往廓尔喀，劝说廓尔喀出兵入侵后藏，劫掠扎什伦布寺的財寶。1788年第一次入侵以议和告终。1790年廓尔喀又第二次入侵，清廷派四川总督鄂辉、大将軍福康安與廓尔喀军交战。清軍越過喜馬拉雅山進兵廓爾喀都城，廓尔喀王被迫投降，却朱嘉措则畏罪自杀，史稱“廓爾喀之役”。此后，乾隆帝宣布却朱嘉措为叛国者，同时下令夏玛巴不得转世，红帽系僧人也被迫改宗黄教。
清軍平定廓爾喀後，頒行《欽定藏內善後章程》，正式確立活佛转世的金瓶掣籤制度。